# يوجين ليونز
يوجين ليونز (بالإنجليزية: Eugene Lyons)‏ هو صحفي ومترجم وكاتب أمريكي، ولد في 1 يوليو 1898 في Uzlyany ‏ في بيلاروس، وتوفي في 7 يناير 1985 في نيويورك في الولايات المتحدة.

## وصلات خارجية
- يوجين ليونز على موقع إن إن دي بي (الإنجليزية)